# Presidentieel systeem

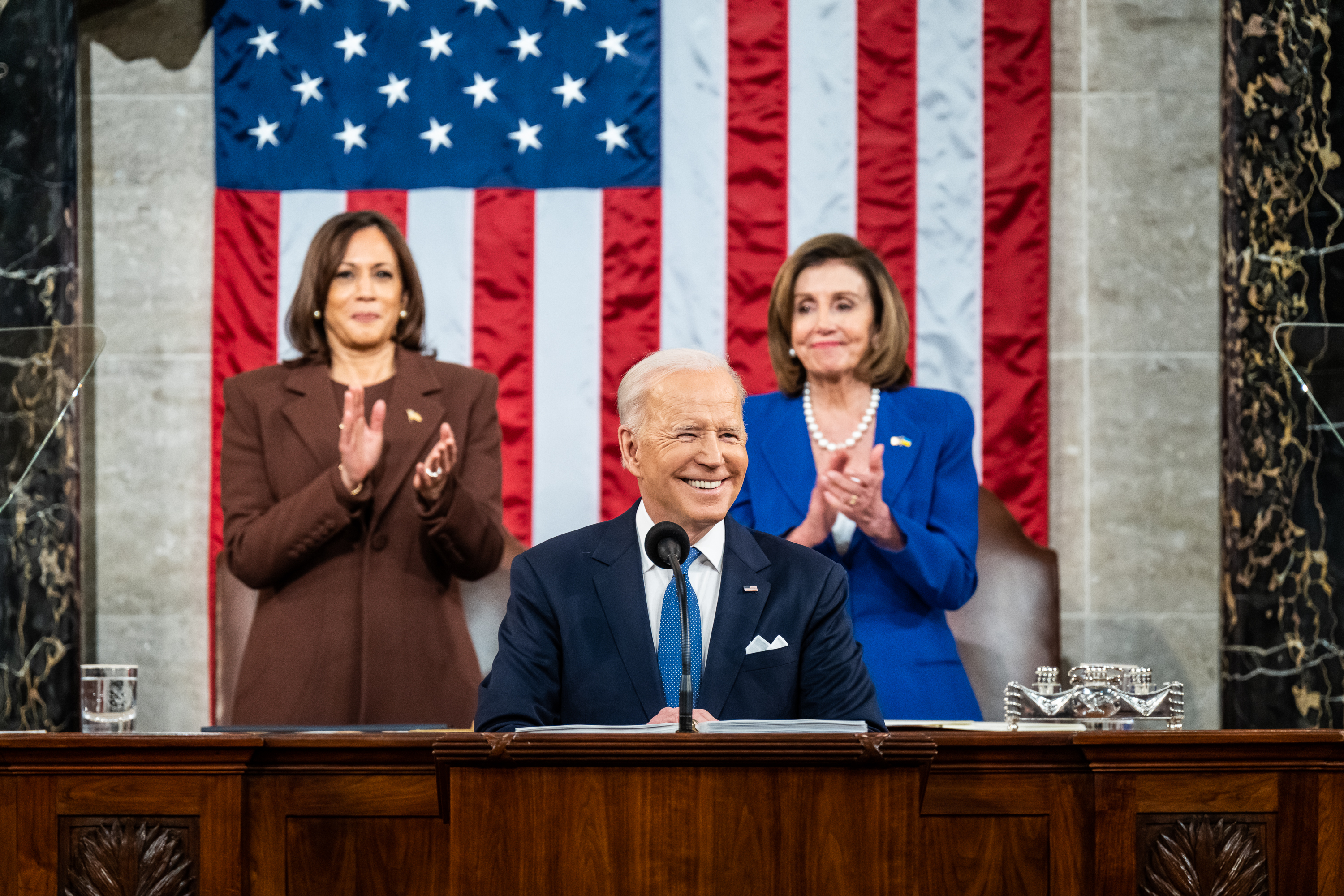
De staatsinrichting van de Verenigde Staten geldt als schoolvoorbeeld van een presidentieel systeem.
Vicepresident Kamala Harris, president Joe Biden en voorzitter van het Huis van Afgevaardigden Nancy Pelosi tijdens de State of the Union van 2022.

Het presidentieel systeem of congressioneel systeem is een regeringsvorm waarbij de uitvoerende-, wetgevende- en rechtsprekende macht strikt gescheiden zijn. De uitvoerende macht, meestal gevestigd in de president, is geen verantwoording schuldig aan de wetgevende macht, gevestigd in het congres, maar kan de wetgevende macht nooit ontbinden. De tegenhanger van het presidentieel systeem is het parlementair systeem. Landen met een presidentieel systeem zijn zonder uitzondering republieken.
In een presidentieel systeem is de president zowel staatshoofd als regeringsleider, dit in tegenstelling tot het parlementair en het semi-presidentieel systeem, waar deze functies gescheiden zijn en er de functie van minister-president bestaat, die de regeringsleider is. De macht van het staatshoofd is dan ook sterker dan in andere systemen, critici spreken wel van een 'keizerlijk presidentschap'. De president vertegenwoordigt als enige de uitvoerende macht, zijn kabinet maakt daar dus geen deel van uit, en heeft in de meeste landen met dit systeem de mogelijkheid zijn veto uit te spreken over voorstellen van het congres, rechters te benoemen en gratie te verlenen en is vaak ook opperbevelhebber van het leger. Het congres kan de president slechts onder extreme omstandigheden afzetten, maar andersom is het congres voor een vaste termijn gekozen en kan deze niet ontbonden worden; dit in tegenstelling tot landen met een parlementair systeem waar het parlement het kabinet kan ontbinden om vervolgens vervroegde verkiezingen uit te schrijven. In een presidentieel systeem is aldus de scheiding der machten sterker dan in een parlementair systeem.
Net als onder de constitutionele vorsten in de eerste helft van de 19e eeuw, zijn in het presidentiële stelsel de ministers uitsluitend verantwoording schuldig aan het staatshoofd. Het essentiële verschil is dat dit staatshoofd rechtstreeks door de bevolking is gekozen. Daar de president geen verantwoording schuldig is aan het congres wordt hij door de bevolking gekozen, dit weer in tegenstelling tot parlementaire systemen waarin de president, de minister-president en het kabinet doorgaans benoemd worden door het parlement of zelfs worden aangewezen door een monarch. Hierin ligt ook de verklaring voor het feit dat de president in een presidentieel systeem geen verantwoording schuldig is aan het congres; hij is immers niet door het congres gekozen, maar door de bevolking.
Het eerste land dat een presidentieel systeem aannam was de Verenigde Staten in 1789. Buiten de Verenigde Staten komt het systeem vooral voor in Latijns-Amerika, Centraal-Azië en West-Afrika. In Europa kennen alleen Cyprus en Wit-Rusland een presidentieel systeem. Frankrijk kent een semipresidentieel systeem.
In Nederland bepleit D66 sinds haar oprichting een presidentieel stelsel. "Een stem op de macht en een stem op de controle", is de redenering. Onder invloed van de Amerikanisering van de samenleving wint die gedachtegang terrein. Als voordelen worden gezien de duidelijkheid en de stabiliteit (gesteld dat de uitvoerende en wetgevende macht door dezelfde partijen gecontroleerd worden).
Tegenstanders beargumenteren dat het presidentieel stelsel een instabiele regeringsvorm oplevert. Vaak veroordelen de kiezers in hun wijsheid een president van de ene kant tot samenwerking met een parlement van de andere kant. De president kan het parlement niet ontbinden, en het parlement kan de president niet naar huis sturen (behalve in geval van ambtsmisdrijven). Het resultaat is dan ofwel een verlammende periode van politieke controverse ofwel de president die zijn bevoegdheden eenzijdig uitbreidt en op autoritaire wijze verder regeert zonder zich veel van het congres aan te trekken. De politieke verlamming komt in de Verenigde Staten voor, maar het staatsbestel van de Verenigde Staten is de afgelopen tweehonderd jaar nauwelijks veranderd; maar weinig andere landen hebben zo'n lange continuïteit wat staatsvorm betreft. In bijvoorbeeld Latijns-Amerika leveren machtsconflicten tussen congressen en presidenten echter al bijna tweehonderd jaar problemen op. Er zijn waarnemers die stellen dat het presidentieel systeem alleen in de Verenigde Staten succesvol is, en dat het daarbuiten telkens gefaald heeft.
Naast de tweedeling van de kiesgerechtigde (men stemt twee keer, eens voor een president, eens voor een volksvertegenwoordiger) kan het presidentieel stelsel ook andersoortig zijn. Het presidentieel stelsel kent namelijk altijd een enkele winnaar en is dus anders dan een proportioneel gekozen vertegenwoordiging. Een 'winner-takes-all' uitslag betekent dat een deel van de kiezers hun politieke wensen in de zetel uitgedrukt zien, terwijl de verliezende kiezers niemand anders hebben dan degene voor wie zij niet kozen. In de Verenigde Staten zijn alle gekozen kandidaten (inclusief de president) winnaars van geografische gebieden en gezamenlijk vertegenwoordigen zij derhalve slechts ten dele de politieke inhoud van alle stemmers. In veel Zuid-Amerikaanse landen is het stelsel daadwerkelijk tweesoortig, want vele landen daar hebben een proportioneel gekozen volksvertegenwoordiging (zoals in Nederland en België) met daarboven een president (die altijd 'winner-takes-all' is). Niet alleen kan een president conflicten doen oplaaien, maar kan het tweesoortige stelsel vanuit zichzelf al conflicten herbergen.
Het presidentieel stelsel doet het goed in de televisiedemocratie. De kiezers hoeven zich niet te verdiepen in partijprogramma's. Ze zien de presidentiële kandidaten zich op de beeldbuis presenteren als vlot, sportief, geestig en glamourous. Populistische kandidaten hebben onder het presidentieel stelsel een veel grotere kans dan onder het parlementaire stelsel. Voorstanders betogen echter dat een presidentieel systeem een betere buffer biedt tegen populisme dan een parlementair systeem: tenzij een populistische kandidaat in een keer de meeste stemmen weet te halen zal hij niet snel een politieke speler van belang worden en de ervaring leert dat na een of enkele mislukte pogingen de populariteit snel afneemt. In parlementaire systemen daarentegen houden populistische partijen en kandidaten soms jarenlang tientallen procenten van de parlementszetels in handen.
Als voordelen van het presidentieel systeem wordt vooral het feit genoemd dat de macht van de president in dit systeem direct van de bevolking afkomstig is en niet van de wetgevende macht, en daarmee legitiemer. De kans dat de president zijn positie aan politieke spelletjes te danken heeft is in een presidentieel systeem aanzienlijk kleiner. Een tweede belangrijk voordeel is dat in een presidentieel systeem de besluitvorming bij minder personen ligt, en dus aanmerkelijk sneller verloopt.